# 相模原市古民家園
相模原市古民家園（さがみはらしこみんかえん）は、1996年（平成8年）4月20日に神奈川県相模原市緑区の上大島地区にオープンした相模川自然の村公園内の施設。園内は江戸時代中期のものと推定される「旧青柳寺庫裡」がある。

## 歴史
江戸時代中期（18世紀初頭）、上鶴間谷口にある青龍寺内に庫裡として建てられたと推定される。
青龍寺は日蓮宗の寺院で、1981（昭和56）年、老朽化により現地での保存が難しくなったため庫裡の建て替え計画が檀家総会で決定された。
この庫裡は、神奈川県教育委員会が1971（昭和46）年10月に実施した古民家調査により年代が古くて保存状態が良く、近世における庫裡と民家との建築的関連を見ることができる希少な建物であることが認められていたので、神奈川県教育委員会文化財保護課が相模原市教育課に現状調査を依頼した。
調査と檀家代表との協議の結果、この庫裡の保存は相模原市が主体となり、神奈川県指定重要文化財の指定後に解体して復原部材を保管することと、博物館もしくは公園敷地に復原することが決定された。
1981（昭和56）年7月に指定告示され、青龍寺は庫裡を相模原市に寄贈し、解体が始まり、10月から復原案の作成が行われ、12月開催の第二回委員会にて、復原は後世の改造部分を除いた当初の形に復元することが決定された。
1994（平成6）年度、相模原市大島に建設計画が予定されていた相模川自然の村公園内に、寄贈された庫裡を復元移築することが決定された。翌年1995（平成7）年3月に復元修理工事委員会によって復元修理工事に係る実施計画が策定され、1996（平成8）年度から2年をかけて工事が実施された。
1997（平成9）年12月、旧青柳寺庫裡は復元され、1998年（平成10年）4月4日に公開された。

## 屋根の吹き替え
2018（平成30）年に開園から20年が経過し屋根が傷んできたことから、市は「平成の大修理」として開園以来初めて屋根を葺き替えを行うことになり、2019（平成31）年3月に「旧青柳寺庫裡」の茅葺屋根の吹き替えを行った。

## その他
- 開園記念式典では大島の獅子舞が披露された[6]。
- 開園から2年余り経った2000（平成12）年6月21日に入園者が10万人を超えた。10万人目となった家族連れには、小川勇夫市長から花束と記念品が贈られた[7]。

## 利用案内・アクセス

### 利用案内
- 開園時間　午前9時30分-午後4時30分(7,8月は午後5時30分)
- 休園日　12月28日-1月3日
- 入園料　無料

### アクセス

#### 鉄道・バス
- JR横浜線、JR相模線、京王相模原線の橋本駅南口から神奈川中央交通バス
  - 橋本32系統二本松経由上大島行「上大島」下車徒歩15分
  - 橋本33系統西橋本経由上大島行「上大島」下車徒歩15分
  - 橋本36系統六地蔵経由上大島行「上大島」下車徒歩15分
  - 橋本37系統榎戸経由上大島行、終点「相模川自然の村」下車徒歩5分
- 相模原市大沢地区コミュニティバス　「せせらぎ号」相模川自然の村行「渓松園前」下車

#### 自動車
- 相模原ICより約10分

※相模川自然の村公園駐車場利用可（無料）